# Omsktid
|  | KALT | Kaliningradtid   | UTC+2  | (MSK−1) |
|  | MSK  | Moskvatid        | UTC+3  | (MSK±0) |
|  | SAMT | Samaratid        | UTC+4  | (MSK+1) |
|  | YEKT | Jekaterinburgtid | UTC+5  | (MSK+2) |
|  | OMST | Omsktid          | UTC+6  | (MSK+3) |
|  | KRAT | Krasnojarsktid   | UTC+7  | (MSK+4) |
|  | IRKT | Irkutsktid       | UTC+8  | (MSK+5) |
|  | YAKT | Jakutsktid       | UTC+9  | (MSK+6) |
|  | VLAT | Vladivostoktid   | UTC+10 | (MSK+7) |
|  | MAGT | Magadantid       | UTC+11 | (MSK+8) |
|  | PETT | Kamtjatkatid     | UTC+12 | (MSK+9) |

Omsktid (OMST) är en tidszon i Ryssland som är sex timmar före UTC (UTC+06:00), och 3 timmar före Moskvatid (MSK).
| Date        | region(s)                      | Förändring                                               | IANA-tidszon (tzid)                                      |
| ----------- | ------------------------------ | -------------------------------------------------------- | -------------------------------------------------------- |
|             | Östra 2/3 Kazakstan            | lämnade                                                  | Asia/Almaty                                              |
|             | Östra Uzbekistan               | lämnade                                                  | Asia/Tashkent                                            |
|             | Kirgizistan                    | lämnade                                                  | Asia/Bishkek                                             |
|             | Tadzjikistan                   | lämnade                                                  | Asia/Dushanbe                                            |
| 1993-05-23  | Novosibirsk oblast             | anslöt                                                   | Asia/Novosibirsk                                         |
| 1995-05-28  | Altaj kraj och Altajrepubliken | anslöt                                                   | Asia/Novosibirsk                                         |
| 2002-05-01  | Tomsk oblast                   | anslöt                                                   | Asia/Novosibirsk                                         |
| 2010-03-28  | Kemerovo oblast                | anslöt                                                   | Asia/Novosibirsk                                         |
| 2011 hösten | Omsktiden                      | bytte från UTC+5 med sommartid till UTC+6 utan sommartid | bytte från UTC+5 med sommartid till UTC+6 utan sommartid |
| 2014-10-26  | Omsktiden                      | bytte från UTC+6 till UTC+5 utan sommartid               | bytte från UTC+6 till UTC+5 utan sommartid               |